# Origin (banda)
Origin é uma banda de death metal dos Estados Unidos formada em 1997. As letras da banda abordam temas como morte, misantropia e esoterismo.

## Integrantes
- Paul Ryan  – 	 guitarra, vocal de apoio  (1997-presente)
- John Longstreth 	 –  bateria (1999-2003, 2006-presente)
- Mike Flores  – 	 baixo, vocal de apoio (2001-presente)
- Jason Keyser  – 	 vocal (2011-presente)

Ex-membros
- Clint Appelhanz  – 	 baixo (1997-1999), guitarra, vocal de apoio (2002-2006)
- George Fluke 	 –  bateria (1997-1999)
- Jeremy Turner  – 	 guitarra (1997-2002, 2007-2010)
- Mark Manning 	 –  vocal (1997-2001)
- Doug Williams  – 	 baixo (1999-2001)
- James Lee 	 –  vocal (2001-2010)
- James King 	 –  bateria (2003-2006)
- Mica "Maniac" Meneke  – 	 vocal (2010-2011)

## Discografia
- A Coming Into Existence – 1998 (Demo)
- Origin – 2000
- Informis Infinitas Inhumanitas – 2002
- Echoes of Decimation – 2005
- Antithesis – 2008
- Entity – 2011
- Omnipresent – 2014
- Unparalleled Universe – 2017